# Rotolon
Rotolon（ロトロン）は、フジテレビで放送されたゲームバラエティ番組で、「Numer0n」から派生した番組である。

## 概要
Rotolon（ロトロン）は、2012年7月14日 2:05 - 3:35に放送。タイトルはイタリア語の「Rotolo（転がす）」から取られている。リバーシをベースにしたサイコロ陣取りゲーム。

## 出演者
司会
若林正恭、眞鍋かをり
アシスタント
佐野瑞樹（フジテレビアナウンサー）
プレイヤー
田中卓志（アンガールズ）、鈴木拓（ドランクドラゴン）、大島麻衣、山里亮太（南海キャンディーズ）

## ルール
基本ルール
1vs1による対決。対決前に赤（先手）と青（後手）を抽選で決定する。
プレイヤーは自分の手番の際に手持ちのキューブを抽選機となるルーレットに投入、ボタンでルーレットを止め出目を確定させる。
出目を確定後はその面を上にした状態で、5×5のマスで区切られた盤上に置いていく。ただし、先手1手目は中央のマスで固定、それ以後も置かれているキューブと接するように置かなければならない。キューブを置くための思考時間は1分。
25マス全てが埋まった時点で、自分の色のキューブが多いプレイヤーの勝利となる。
キューブと出目
プレイヤーには「レギュラーキューブ」が12個、「スペシャルキューブ（各面に菱形の紋様入り）」が3個与えられており、どちらを使用するかを宣言してからルーレットに投入する。それぞれの出目は以下の通り。
- レギュラーキューブ：自分の色のリバース面×2、自分の色のノーマル面×1、相手の色のノーマル面×2、相手の色のリバース面×1

- スペシャルキューブ；自分の色のリバース面×3、自分の色のノーマル面×2、相手の色のノーマル面×1

リバースとホールド
自分の色のリバース面（中央に点が打たれている）で相手の色のキューブを挟むと、自分の色のノーマル面に変えることができる。
また、ノーマル面で挟まれている場合は「ホールド」となりすぐには変わらないものの、ほかの場所でリバースが発生した場合、ホールドされているキューブも自分の色に変えることができる。
得点
得点の計算方法は以下の通り。
- エリアポイント：自分が所有するエリア1つにつき1ポイント。
- ラインポイント：5個並んだライン1つにつき10ポイント、4個並びで3ポイント。
- ヴィクトリーポイント：勝利したプレイヤーに10ポイント。

このため、1戦で獲得できる最大のポイントは 25+12×10+3×4+10の167ポイントである。
スペシャルアイテム
各プレイヤーにはスペシャルアイテムが支給されており、予選ステージ内でそれぞれ1度だけ使用することができる。ただし、キューブをルーレットに入れる前に使用を宣言するため、出目次第ではアイテムの効果を発揮できないばかりか、相手に有利になってしまう場合もある。
CHANGE
出たキューブを置かれている好きな場所（四隅以外）のキューブと交換することができる。万が一相手の出目が出てしまった場合でも相手のキューブと交換することができる。
CORNER
出たキューブを無条件で空いている四隅に置くことができる。盤上の四隅が埋まっている場合は好きな四隅のキューブと交換できる。ただし、相手の出目になってしまっても置かなければならない。
DOUBLE
一度に2個キューブを振ることができる。レギュラー・スペシャルの組み合わせは自由。出したキューブは好きな順番で置くことができるため、置く順番次第では大勢が変わることもある。
番組でのルール
予選ステージ
- 4人による総当たり戦。獲得ポイント上位2名が優勝決定戦に進出。
- 双方の5手目が終わったところで「TOTOLON チャンス」が発動。控えのプレイヤーは若林が指定したマスがゲーム終了時にどちらの物になっているかを予想。考慮時間は1分。的中した場合は10ポイントが加算。

優勝決定戦
上位2名による1戦勝負。先手は予選1位のプレイヤー、アイテムは3つの中から予選1位のプレイヤーが1つを選択し、予選2位のプレイヤーは残る2つから1つを選ぶ。
優勝者には予選と決勝で獲得したポイント×1000円が賞金として贈られる。最高賞金は（167×4+30）×1000の69万8000円となる。